# Maks Bars'kych
Maks Bars'kych (in ucraino Макс Барських?), pseudonimo di Mykola Mykolajovyč Bortnyk (in ucraino Микола Миколайович Бортник?; Cherson, 8 settembre 1990), è un cantante ucraino.

## Biografia
Originario di Cherson, dove ha seguito i corsi per diventare pittore presso l'Università statale dell'omonima città, si è successivamente trasferito a Kiev ed ha frequentato la Kyïvs'ka Municypal'na Akademija Estradnogo Ta Cyrkovogo Mystectva.
Nel 2018 ha firmato un contratto discografico con la Sony Music, attraverso la quale sono stati messi in commercio i dischi 7 e 1990, mentre il gruppo russo della rivista GQ ha eletto l'artista il musicista del medesimo anno. È risultato l'artista di maggior successo nelle radio russe secondo la Tophit nel corso del 2020. Lej, ne žalej, grazie a 1 424 644 passaggi radiofonici, è divenuto il 2º singolo più riprodotto nelle radio in territorio russo per quanto riguarda il 2020, risultando il primo fra i brani in lingua russa.
Agli MTV Europe Music Awards ha trionfato sia come miglior artista ucraino sia come miglior artista di MTV Russia, ed ha ottenuto cinque candidature nell'ambito dei premi Viktorija, l'equivalente russo dei Grammy Award.

## Vita privata
Ad inizio aprile 2022 si è arruolato nell'esercito ucraino per combattere contro l'invasore russo.

## Discografia

### Album in studio
- 2009 – 1:Max Barskih
- 2012 – Z.Dance
- 2015 – Po freidu
- 2016 – Tumany
- 2019 – 7
- 2020 – 1990
- 2023 – Zorepad

### Album dal vivo
- 2020 – S Maksom po domam

### Album video
- 2024 – Show Zorepad

### EP
- 2017 – Singly

### Singoli
- 2010 – Serdce b'ëtsja (con Loboda)
- 2012 – Dance
- 2013 – Nebo
- 2014 – Choču tancevat'
- 2015 – Podruga - noč'
- 2015 – Chlop, chlop, chlop
- 2016 – Zajmëmsja ljubovju
- 2016 – Poslednij letnij den'
- 2017 – Moja ljubov'
- 2018 – Sdelaj gromče
- 2018 – Polurazdeta
- 2018 – Vspominat'
- 2018 – Berega
- 2019 – Neslučajno
- 2019 – Lej, ne žalej
- 2020 – Nebo l'ët doždëm
- 2020 – Dvoje
- 2020 – Po sekretu
- 2020 – Silence
- 2020 – Lonely (con Džaro)
- 2020 – Imena
- 2021 – Bestseller (con Zivert)
- 2021 – Noč'-provodnik
- 2021 – Just Fly
- 2021 – Tequila Sunrise
- 2022 – No Exit
- 2022 – Bude vesna
- 2022 – Don't Fuck with Ukraine
- 2022 – Čekaj mene
- 2022 – Ukraïna
- 2022 – Rymuju (con EtoLubov)
- 2022 – Before We Say Goodbye
- 2023 – Mamo, ne plač
- 2023 – 5 Missing Calls
- 2023 – Znajty sebe
- 2023 – Tumany
- 2023 – Rytmy (con Dorofjejeva)
- 2023 – Ne plač
- 2023 – Rich
- 2024 – Slay
- 2024 – V tvoïch očach
- 2024 – Zamalo
- 2024 – Ja vže ne ty
- 2024 – Tak nichto ne kochav (con Artem Pyvovarov)
- 2025 – Stomach Butterflies
- 2025 – Someone New

### Collaborazioni
- 2017 – Tvoi glaza tumany (Loboda feat. Maks Bars'kych)